# یخچال جانز هاپکینز
یخچال جانز هاپکینز یک یخچال به طول ۱۲-مایل (۱۹-کیلومتر) است که در پارک و منطقه حفاظت شده ملی خلیج گلیشر در ایالت آلاسکا قرار دارد. این یخچال از دامنه‌های شرقی کوه لیتویا و کوه سالزبری شروع می‌شود و به سمت شرق به سر ورودی جانز هاپکینز، ۱ مایل (۱٫۶ کیلومتر) جنوب غربی پایان یخچال یخچال کلارک بر روی کوه اب و ۷۹ مایل (۱۲۷ کیلومتر) شمال غربی هوناه حرکت می‌کند. این یخچال در سال ۱۸۹۳ توسط هری فیلدینگ رید به افتخار دانشگاه جانز هاپکینز در بالتیمور، مریلند نام‌گذاری شده است. این یکی از معدود یخچال‌های آب‌شور در رشته‌کوه فِروِدر است که در حال پیشروی است. دسترسی به چهرهٔ یخچال فقط از طریق ورودی جانز هاپکینز امکان‌پذیر است.